# Martin Bošňák
Martin Bošňák (též Marek Mathias Bosnijak de Rudnijak, nebo Bosnijak de Rudnijak, či pomaďarštěně Bosnyák de Rudnyák; kolem roku 1500 ₋ 7. září 1566, Szigetvár, Uhersko) byl slovenský[zdroj?] básník a bojovník proti Turkům.

## Život
Podle archivních dokumentů byl Bošňák básníkem, který vystupoval pod pseudonymem Martin. Jeho předkové pocházeli z dnešní Bosny, odkud v 2. polovině 15. století odešli před Turky na území dnešního Maďarska přes Slavonii. To, že jde o Slavonii, prokazuje uznání dávných výsad rodu, které jim udělil panovník Ludvík II. v roce 1521 právě ve Slavonii.
Bošňák se zúčastnil několika bitev proti Turkům a za své zásluhy byl králem štědře odměňován. Zúčastnil se bojů proti Janu Zápolskému. Na podzim roku 1529 se vyznamenal v Bitvě u Vídně, v roce 1541 se v bitvě u Székesfehérváru dostal do tureckého zajetí, odkud utekl. V roce 1549 byl účastníkem výpravy krále Ferdinanda proti Matějovi Bašovi, správci Muráňského hradu. Podle této události také Bosňák napsal Píseň o Muráňském hradu. Sám Bosňák se později stal velitelem na zámku v Bábolcsi (Maďarsko). Oženil se s Magdalenou Földesovou, dcerou Jana Földese.
7. září 1566 padl při obraně Szigetváru po boku Mikuláše Zrínského.

## Dílo
- Píseň o zámku muránském
- Píseň o sigetském zámku

## Prameny
- Archív rodu Bosnyák (orig. Bosnijak)
- HHStA Wien
- Majetkové listiny k Magyarbélu (Veľkému Bielu) 1544 – 1567
- knihy rozličných maďarských autorov
- Genealogická štúdia rodu – PhDr. P. Vítek